# Petko
Petko je moško osebno ime.

## Izvor imena
Ime Petko je različica imena Peter.

## Pogostost imena
Po podatkih Statističnega urada Republike Slovenije je bilo na dan 31. decembra 2007 v Sloveniji število moških oseb z imenom Petko: 53. Med vsemi moškimi imeni pa je ime Petko po pogostosti uporabe uvrščeno na 798. mesto.

## Osebni praznik
V koledarju je ime Petko skupaj z imenom Peter.